# Aframomum aulacocarpos
Aframomum aulacocarpos là một loài thực vật có hoa trong họ Gừng. Loài này được Pellegr. ex Koechlin mô tả khoa học đầu tiên năm 1964.